# 新教育総合研究会
新教育総合研究会株式会社（しんきょういくそうごうけんきゅうかい）は、学習塾「個別指導キャンパス」を運営する企業。小学生・中学生・高校生を対象とした個別指導塾を大阪府、京都府、滋賀県、奈良県、兵庫県、愛知県、愛媛県、東京都、千葉県、埼玉県、福岡県で展開している。

## 概要
「教育を通じて、顧客・社員を幸せにする」という理念があり、フランチャイズ展開は行わず、校舎を直営で展開していることが特徴。創業時、わずか3名から始まった生徒数が現在は約19,000名にのぼる。優良・成長企業として受賞歴が多数ある。
全国に370教室を持つ。

## 個別指導キャンパス
先生1人に対し生徒1人から3人程度の個別指導。
授業時間は小学生40分、中学、高校生80分のおもに2通り。
低価格で高品質な授業がウリ（広告では他塾の約6割の価格とうたわれている。）成績が上がらなければ3か月間授業料免除となる成績保証制度を業界でもいち早く導入し、「絶対に成績を上げる」をモットーに、地域に密着した教室展開をしている。
オリジナルの個別指導専用教材を使用するなど様々な工夫がされている。

## 沿革

### 年表
- 1993年（平成5年） - 福盛訓之が19歳で城東区にて創業
- 1996年 - 新教育総合研究会を設立
- 2013年 - 大阪府・京都府・奈良県・滋賀県・岡山県・愛知県に157校
- 2015年 - 大阪府・京都府・奈良県・滋賀県・兵庫県・愛知県・愛媛県に約200校
- 2017年 - 大阪府・京都府・奈良県・滋賀県・兵庫県・愛知県・愛媛県に約280校
- 2019年（令和元年）- 大阪府・京都府・奈良県・滋賀県・兵庫県・愛知県・愛媛県・東京都・千葉県に約300校
- 2020年（令和2年）- 大阪府・京都府・奈良県・滋賀県・兵庫県・愛知県・愛媛県・東京都・千葉県・埼玉県に約300校
- 2021年（令和3年）- 大阪府・京都府・奈良県・滋賀県・兵庫県・愛知県・愛媛県・東京都・千葉県・埼玉県に約340校
- 2022年（令和4年）- 大阪府・京都府・奈良県・滋賀県・兵庫県・愛知県・愛媛県・東京都・千葉県・埼玉県に約350校
- 2023年（令和5年）- 大阪府・京都府・奈良県・滋賀県・兵庫県・愛知県・愛媛県・東京都・千葉県・埼玉県に約360校
- 2024年（令和6年）- 大阪府・京都府・奈良県・滋賀県・兵庫県・愛知県・愛媛県・東京都・千葉県・埼玉県・福岡県に約370校

## 受賞歴

### 【働き方改革に関連する受賞】
- 第1回「大阪府男女いきいき事業者表彰優秀賞」受賞（2019年）[4]
- 第5回「ホワイト企業大賞特別賞」受賞（2019年）」[5]
- 第1回「学生に教えたい働きがいのある企業大賞」奨励賞受賞（2018年）[6]
- 彦根市男女共同参画推進事業者表彰受賞（2017年）[7]
- 大阪市女性活躍リーディングカンパニー表彰優秀賞受賞（2016年）[8]
- 四條畷市男女共同参画推進事業者表彰受賞（2015年）[9]

他、多数

### 【成長・優良企業としての受賞】
- 第9回経営合理化大賞・フジサンケイビジネスアイ賞 受賞（2016年）[10]
- 優良成長企業認定 受賞（2016年）[11]
- 就活AWARD 2015受賞（2015年）

他、多数

## テレビ
- 2019年03月31日 MBS「ザ・リーダー」 - YouTube
- 2019年03月10日 朝日放送「Co.☆ラボ」
- 2019年03月04日 読売テレビ「MONOモノ倶楽部」
- 2019年03月04日 愛媛朝日テレビ「なんしよんえひめ」
- 2019年01月15日 びわ湖放送「キラりん滋賀」
- 2018年12月18日 奈良テレビ「ゆうドキッ！」
- 2018年11月29日 南海放送「RNB HOT情報」
- 2018年07月12日 朝日放送「キニナリーノ」
- 2018年07月08日 テレビ大阪「やすとものどこいこ!?」
- 2018年06月20日 関西テレビ「HITOMON!!」
- 2018年03月09日 関西テレビ「NMBとまなぶくん」
- 2018年02月26日 朝日放送「アフォリズムの翼」
- 2017年04月09日 関西テレビ「発見たまご！ころころコロンブス」
- 2017年03月05日 朝日放送「e-カンパニーＴＶ」
- 2016年07月09日 朝日放送　「本日はダイアンなり」
- 2016年06月21日 毎日放送　「FACE　時代をつくる人々」
- 2016年05月17日 韓国ソウル放送（SBS)　「技術の発展、そして関係の進化」
- 2016年02月29日～3月02日 朝日放送「アフォリズムの翼」
- 2016年02月09日  テレビ大阪「名将の条件」 MCたむらけんじ・はるな愛　個別指導キャンパス特集放送
- 2016年02月09日  三重テレビ「名将の条件」 MCたむらけんじ・はるな愛　個別指導キャンパス特集放送
- 2015年09月18日 NHK滋賀県域「おうみ845」
- 2015年09月18日 NHK「関西845」
- 2015年09月18日 NHK総合滋賀県域「おうみ発630」
- 2015年09月18日 NHK「ニュースほっと関西」
- 2015年09月03日 フジテレビ「めざましテレビアクア」
- 2015年08月27日 フジテレビ「とくダネ!」
- 2015年08月01日 読売テレビ「大発掘TVめっちゃええやんSP」
- 2015年03月24日 ＡＢＣ朝日放送「キャスト」
- 2014年05月26日 テレビ大阪「アジアに勝機あり～躍進するジャパンクオリティ～」
- 2014年02月21日 読売テレビ「VIEW～時代の道標～」